# پرچم چوکوتکا
پرچم چوکوتکا، از ناحیه‌های خودمختارِ ناحیه فدرالی خاور دور، با تناسب ۲:۳ از زمینه‌ای آبی همراه با مثلثی سفیدرنگ در بخش اهتزاز پرچم در سمت چپ تشکیل شده‌است که در مرکز این مثلث، دایره‌ای متشکل از پرچم ملی روسیه با حاشیهٔ زردرنگ ضخیمی به‌دور آن وجود دارد.
تاریخ پذیرش این پرچم مشخص نیست.

## نمادشناسی
- آبی، رنگ ملی مردم چوکچی است و نماد رودخانه‌های جاری در این ناحیهٔ خودگردان است.
- سفید نماد برف و یخی است که چوکوتکا را در بیشتر طول سال پوشانده است.
- زرد نماد خورشید، امید و دوستی است.